# 第六代莱斯特伯爵西蒙·德孟福尔
第六代莱斯特伯爵西蒙·德孟福尔（英語：Simon de Montfort, 6th Earl of Leicester，1208年5月23日—1265年8月4日），常稱為西蒙·德孟福尔，以和他名字相近的親屬作區隔，是一名法国裔英格蘭贵族。在英國憲政發展中，扮演重要的角色。
在第二次男爵战争（1263－1264年）中，率领贵族反抗亨利三世的统治，成为英格兰的实际统治者。在统治期间，召开了第一次由直接选举产生的议会（即英國下議院），这在中世纪的欧洲还是第一次。因此西蒙·德·孟福尔被视为现代议会制的创始人之一。1265年，他在伊夫舍姆戰役中与保王党的军队作战時阵亡。

## 時間表
- 1263 – 4月 – 萊斯特伯爵西蒙·德孟福爾回到英格蘭，集結反對勢力。
- 1263 – 10月 – 倫敦的起義導致亨利國王被德·蒙特福特夾持, 但不久就遭釋放。
- 1264 – 2月 – 戰爭肇始於威爾士遊行，伍斯特的猶太人遭大屠殺.[2]
- 1264 – 復活節期間 屠杀五百名犹太人[2]
- 1264 – 4月 – 起義軍在北安普頓被打敗。
- 1264 – 5月14日 – 西蒙·德孟福爾在蘇塞克斯的萊維斯戰役中擊敗了亨利三世，並擄獲國王和國王的兒子。
- 1264 – 萊維斯戰役之後 – 西蒙·德孟福爾取消所有欠猶太人的債務。
- 1265 – 1月20日 – 首屆英格蘭議會在西敏寺召開首次會議。
- 1265 – 5月28日 – 愛德華親王在赫利福德的圍困中逃脫。
- 1265 – 8月1日 – 愛德華親王在凱尼爾沃思殲滅西蒙·德孟福爾之子的軍隊。
- 1265 – 8月4日 – 愛德華親王在烏斯特郡的埃弗沙姆戰役中擊敗並殺死了老西蒙·德·蒙特福特。
- 1266 –  8月15日 – 保皇黨擊敗了賈斯特菲爾德德比伯爵的男爵部隊。
- 1266 – 12月14日 – 凱尼爾沃思城堡的叛軍棄械投降。
- 1267 – 5月 – 格洛斯特伯爵吉伯特·德克雷爾攻克倫敦。
- 1267 – 6月 – 亨利王和吉伯特·德克雷爾同意接受叛軍較寬鬆的投降條件.
- 1267 – 夏季 – 伊利島的殘兵餘勇棄械投降。